# Wojciech Penkalski
Wojciech Adam Penkalski (ur. 17 maja 1974 w Braniewie) – polski przedsiębiorca, doktor nauk społecznych, poseł na Sejm VII kadencji.

## Życiorys
Uczęszczał do technikum, z którego wyrzucono go za złe zachowanie; ostatecznie został absolwentem Liceum Ogólnokształcącego im. Feliksa Nowowiejskiego w Braniewie. Prowadził klub fitness. W przeszłości był karany za pobicie, groźby bezprawne wobec świadka i wymuszenie rozbójnicze, łącznie przez ponad dwa lata odbywał karę pozbawienia wolności (do 2003). Z upływem czasu skazania uległy zatarciu i w rozumieniu polskiego prawa karnego Wojciech Penkalski uznawany jest za osobę niekaraną. Zajął się prowadzeniem własnej działalności gospodarczej. W 2004 założył szkółkę piłkarską i lokalny klub piłkarski. Od 2008 był prezesem zarządu Fundacji Olimp.
W 2009 ukończył studia licencjackie z zakresu administracji w Elbląskiej Uczelni Humanistyczno-Ekonomicznej. W 2013 obronił dwie prace magisterskie: z zakresu gospodarki przestrzennej na tej samej uczelni oraz z bezpieczeństwa wewnętrznego na Uniwersytecie Przyrodniczo-Humanistycznym w Siedlcach. W 2015 uzyskał stopień naukowy doktora nauk społecznych (w dyscyplinie nauki o bezpieczeństwie) na Akademii Obrony Narodowej w Warszawie na podstawie pracy pt. Rola i miejsce sejmowej Komisji Obrony Narodowej w systemie bezpieczeństwa militarnego Rzeczypospolitej Polskiej po 1990 roku.
Zaangażował się w działalność organizacji tworzonych przez Janusza Palikota. W wyborach parlamentarnych w 2011 uzyskał mandat poselski, kandydując z 1. miejsca na liście Ruchu Palikota w okręgu elbląskim i otrzymując 9255 głosów. W październiku 2013, w wyniku przekształcenia Ruchu Palikota, został działaczem partii Twój Ruch. Objął funkcję przewodniczącego zarządu tego ugrupowania w województwie warmińsko-mazurskim. W wyborach do Parlamentu Europejskiego w 2014 startował z listy komitetu Europa Plus Twój Ruch w okręgu nr 3 (województwa podlaskie i warmińsko-mazurskie) i nie uzyskał mandatu posła, zdobywając 1568 głosów. 26 września tego samego roku wraz z grupą posłów opuścił Twój Ruch. Tydzień później współtworzył koło poselskie Bezpieczeństwo i Gospodarka, które rozwiązano w lutym 2015.
W 2015 został zarejestrowany jako lider elbląskiej listy JOW Bezpartyjnych w kolejnych wyborach do Sejmu, jednak wycofał się ze startu. W styczniu 2018 ogłosił zamiar ubiegania się o stanowisko burmistrza Braniewa. Startując z własnego komitetu, w pierwszej turze głosowania zajął trzecie miejsce wśród czterech kandydatów z wynikiem 26% głosów. Kierowany przez niego komitet wyborczy uzyskał natomiast 1 mandat w radzie powiatu braniewskiego. W 2019 otworzył listę Koalicji Bezpartyjni i Samorządowcy do Sejmu w okręgu elbląskim.
W 2015 odznaczony Złotym Medalem „Za Zasługi dla Pożarnictwa”.

## Życie prywatne
Wojciech Penkalski jest żonaty.
Według opinii lekarskich z lat 1999–2000 w okresie tym zażywał codziennie narkotyki. W 2016 przeszedł ciężką chorobę płuc.